# Детелина (Бургаська область)
Детели́на (болг. Детелина) — село в Бургаській області Болгарії. Входить до складу общини Карнобат.

## Населення
За даними перепису населення 2011 року у селі проживали 229 осіб.
Національний склад населення села:
| Національність   | Кількість осіб | Відсоток |
| ---------------- | -------------- | -------- |
| болгари          | 161            | 70,3%    |
| цигани           | 64             | 27,9%    |
| інша             | 3              | 1,3%     |
| Всього відповіли | 229            |          |

Розподіл населення за віком у 2011 році:
Динаміка населення: